# 西新不列顛省
西新不列顛省（英語：West New Britain Province）是巴布亚新几内亚中部的一個省，位於新不列顛島西部，北臨俾斯麥海，南臨所羅門海。面積21,000平方公里，2000年人口184,508人。首府金貝。
下分二區。